# Ax-Granit
Der Ax-Granit, ist ein kleines Granitvorkommen des Aston-Massivs in den französischen Pyrenäen. Er erstarrte am Ende der variszischen Orogenese vor rund 306 Millionen Jahren während des Oberkarbons (Kasimovium).

## Geographie

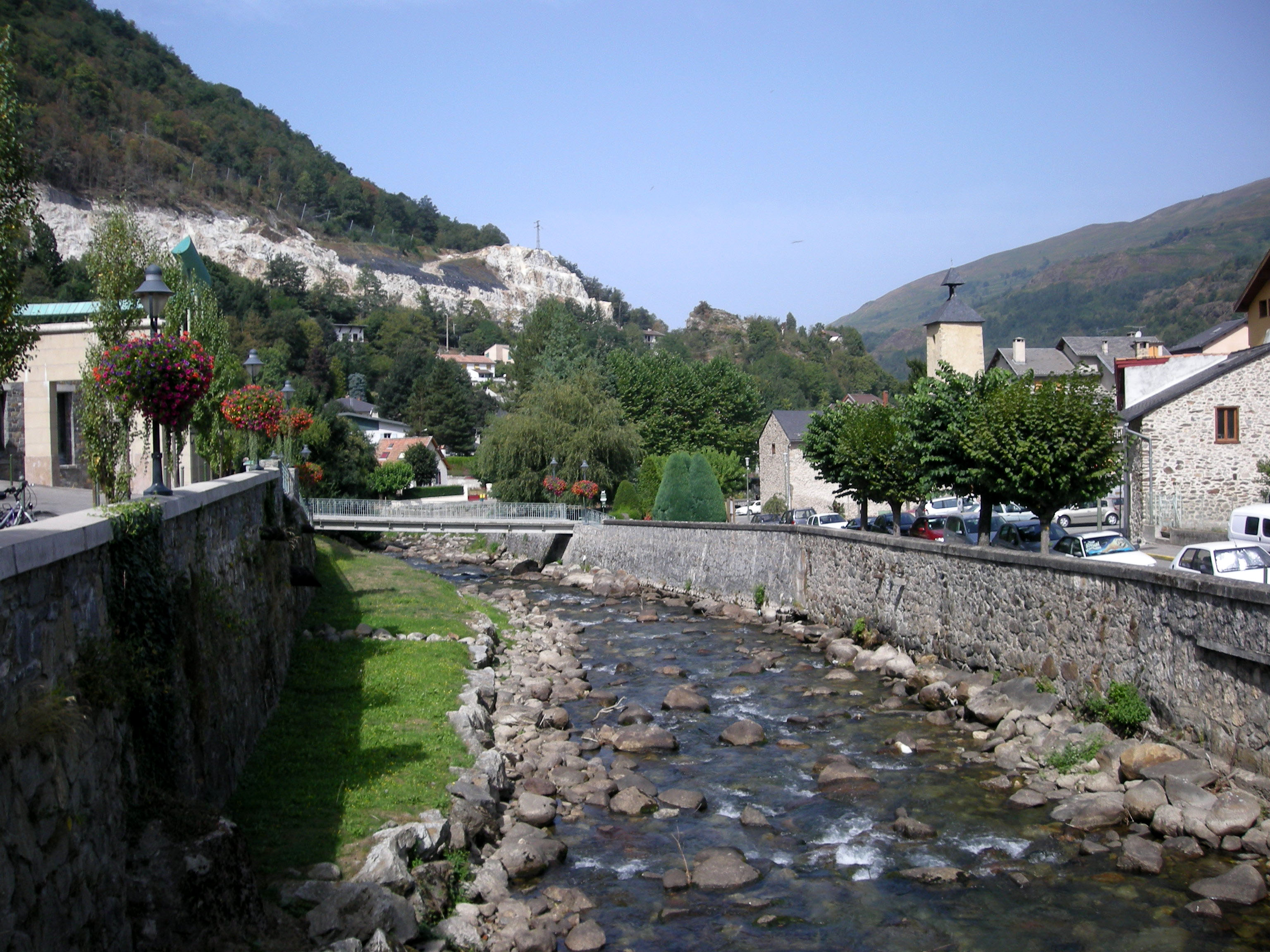
Die Oriège bei Ax-les-Thermes, im Hintergrund ein ehemaliger Steinbruch im Ax-Granit

Der Ax-Granit, vollständig auch Ax-les-Thermes-Granit bzw. Ax-les-Thermes-Leukogranit, ist nur 3,5 Kilometer lang und 2,2 Kilometer breit, wobei seine Längsachse in die Nordnordwest-Richtung zeigt. Seine Oberfläche beträgt 7 Quadratkilometer. Er folgt dem Verlauf der Ariège südlich von Ax-les-Thermes bis hin zu den Gorges de Mérens. Sein Ostrand wird südlich der Oriège von einer Nordnordwest-streichenden Störung abgeschnitten. Das Aufschlussgebiet des Granits wird großflächig von tertiären Sedimenten maskiert, die im Zusammenhang mit der Verebnungsfläche der Pyrenäen stehen.

## Geologie
Der Ax-Granit ist in die Orthogneise des Aston-Massivs (Riète-Gneis) eingebettet und stößt im Norden nahezu an Metasedimente des Paläozoikums. Bis zur Nordpyrenäenverwerfung am Col du Chioula weiter im Norden sind es noch rund 5 Kilometer. Er gehört somit zur Achsenzone der Pyrenäen. Das Aston-Massiv bildet eine 40 × 15 Kilometer große linsenförmige, domartige  Aufwölbung, die tektonisch in die Ost-West-Richtung ausgelängt ist. Es wird von kambro-ordovizischen Metasedimenten umhüllt, die eine mehrfazielle Metamorphose (sehr niedriggradig bis hochgradig) durchlebt haben. Am West- und Südrand des Massivs treten die Orthogneise als Migmatit auf. Neben dem Ax-Granit finden sich im Aston-Massiv noch fünf weitere kleine Granitvorkommen, darunter ein etwas größeres im Migmatit im Südwesten. Am Südostrand erscheint ein kleinerer Granodiorit, der von einem Quarzdiorit ummantelt wird. In den Metasedimenten im Südwesten des Massivs bei Pla de Soulcem finden sich zahlreiche kleinere Pegmatite und Muskovit-Granite, die dem Ax-Granit chemisch sehr ähnlich sind. Dem Aston-Massiv schließen sich im Westen der Bassiés-Granodiorit und im Osten die Granitoide des Quérigut-Milhas-Granits an.

## Petrologie
Der Ax-Granit ist ein peraluminoser Zweiglimmergranit (Leukogranit) und der größte Intrusivkörper im Aston-Massiv. Wie bereits erwähnt ähnelt er petrologisch den Pegmatiten und dem Muskovit-Granit von Pla de Soulcem, besitzt aber eine geringere mineralogische Variabilität. Der Granit bildet gelegentlich auch eine gneisige Foliation aus.
Vorhanden sein können auch grobkörnige Adern und alternierende Pegmatitlagen mit Turmalin, Klinozoisit und Biotit, sowie assoziierte Aplite. Als Fremdgesteinseinschlüsse sind gelegentlich Metasedimente zu erwähnen, auch biotitreiche Schlieren kommen vor.
Das Gestein ist generell hell, kann aber durch reichhaltigen Biotit und Akzessorien dunkle Farbtöne annehmen. Der Chlorit ist ein Anzeiger für retrograde Umwandlungen. Sehr häufig sind mikrotektonische Deformationsstrukturen.
Pouget und Kollegen (1989) zählen in ihrer Typologie der Pyrenäenintrusiva den Ax-Granit zu den Plutonen homogener Zusammensetzung (aber kleinen Volumens) in metamorph überprägten Gebieten, genauer zum Typ HA mit saurem Chemismus. Sein Aufschmelzen erfolgte in 12 bis 15 Kilometer Tiefe während einer Dehnungsphase noch vor der eigentlichen Hauptdeformation D 1. Der Pluton nahm diapirartig während der zweiten regionalen Deformationsphase D 2 in etwa 7 bis 10 Kilometer Tiefe Platz. Die Kontakte zum Nebengestein sind progressiv. 
Dem Ax-Granit sehr ähnlich sind der Pla-de-Soulcem-Granit und der Tramezaïgues-Granit. 

### Mineralogie
Die Mineralogie des Ax-Granits setzt sich wie folgt zusammen: 
- Quarz
- Plagioklas
- Mikroklin
- Muskovit
- Biotit.

Akzessorisch treten auf:
- Chlorit
- Klinozoisit/Zoisit
- Turmalin
- Titanit
- Granat
- Apatit
- Zirkon.

### Chemische Zusammensetzung
Folgende Tabelle soll die Auswirkungen der Albitisierung am Ax-Granit veranschaulichen:
| Oxid Gew. % | Ax-Granit | Albitisierter Granit |
| ----------- | --------- | -------------------- |
| SiO2        | 73,45     | 62,55                |
| TiO2        | 0,14      | 0,39                 |
| Al2O3       | 14,42     | 21,85                |
| Fe2O3       | 0,89      | 0,12                 |
| FeO         |           |                      |
| MnO         | 0,02      | 0,01                 |
| MgO         | 0,22      | 0,11                 |
| CaO         | 0,85      | 3,96                 |
| Na2O        | 3,06      | 9,17                 |
| K2O         | 5,30      | 0,45                 |
| P2O5        | 0,30      | 0,53                 |

### Spurenelemente
Tabelle mit Spurenelementen:
| Spurenelement ppm | Ax-Granit | Albitisierter Granit |
| ----------------- | --------- | -------------------- |
| Cr                | 20,3      | 17,1                 |
| Cs                | 3,78      | 0,55                 |
| Zr                | 33,9      | 252                  |
| Nb                | 6,91      | 18,57                |
| Nd                | 6,054     | 37,39                |
| Rb                | 187       | 21,0                 |
| Sr                | 73,4      | 1043                 |
| Ba                | 242       | 41,2                 |
| Th                | 3,26      | 40,6                 |
| Ta                | 0,93      | 2,26                 |
| Hf                | 1,13      | 7,53                 |
| La                | 6,14      | 38,09                |
| Ce                | 12,04     | 77,66                |
| Sm                | 1,525     | 7,359                |
| Eu                | 0,39      | 0,62                 |
| Tb                | 0,295     | 0,834                |
| Yb                | 1,045     | 2,69                 |

### Metasomatose
Eine Besonderheit ist das Auftreten von Myrmekit, das auf metasomatische Vorgänge hinweist. Auf eine Natrium-Calcium-Metasomatose verweist die im ehemaligen Steinbruch von Petches zu erkennende Albitisierung des Granits, die mit einer duktilen Scherzone in Zusammenhang steht. Die Plagioklase liegen sodann als An13 bis An16 vor (Albite) und Epidot erscheint. Das Ergebnis der Albitisierung war ein Zuwachs an den Elementen Strontium, Phosphor, Natrium, Calcium und Aluminium sowie ein gleichzeitiger Verlust an Rubidium, Blei, Kalium, Silizium, Eisen und Magnesium. Im Verbund mit der Albitisierung war zusätzlich noch eine sehr starke Silizifizierung unter Neubildung von Titanit einhergegangen, die 70 bis 80 % des Ausgangsgesteins erfasste. 

## Alter
Jäger und Zwart (1968) hatten den Orthogneisen des Aston-Massivs noch ein unterordovizisches Alter von 488 Millionen Jahren zugebilligt (Tremadocium). Denèle und Kollegen (2009) stufen sie mittlerweile mit 470 ± 6 Millionen Jahren etwas jünger ein (Floium/Dapingium).
Majoor (1987) konnte dem Ax-Granit mittels der Rubdidium-Strontium-Methode ein Abkühlalter von 301 ± 15 Millionen Jahren zuweisen. Eine Neudatierung mit der Uran-Blei-Methode (mittels LA-ICPMS) von Denèle und Kollegen (2014) lieferte mit 306,2 ± 2,3 Millionen Jahre ein leicht älteres Datum. Mit SIMS hatte Denèle (2007) noch ein höheres Alter von 321 ± 7 Millionen Jahren ermittelt.
Faillourd und Kollegen (2013) konnten die Na-Ca-Metasomatose mit 105,9 ± 4,2 Millionen Jahren bestimmen (Albium).

## Entstehung
Wie auch andere variszische Intrusiva mit hohem 87Sr/86Sr-Initialverhältnis von 0,710 bis 0,714 zeigt der Ax-Granit einen sehr hohen Wert von 0,7142, der krustale Ausgangsgesteine nahelegt. Zwart (1979) war der Ansicht, dass der  Ax-Granit durch Anatexis aus dem Orthogneis des Aston-Massivs hervorgegangen war. Der Orthogneis besitzt aber mit 0,7192 ein noch wesentlich höheres 87Sr/86Sr-Initialverhältnis und auch ein unterschiedliches Rubidium/Strontium-Verhältnis (Mittelwert). Die Anatexis dürfte daher allein nicht auf den Orthogneis zurückzuführen sein, sondern verlangt darüber hinaus nach anderen Aufschmelzkomponenten – anderen Krustengesteinen oder einen noch tiefer sitzenden Gneiskörper.